# The Times They Are a-Changin’ (Lied)
The Times They Are a-Changin’ ist ein Lied von Bob Dylan, das 1964 auf seinem gleichnamigen Album veröffentlicht wurde. Dylan schrieb den Song als bewussten Versuch, eine Hymne des Wandels für die damalige Zeit zu schaffen. Er wurde 1965 als Single in Großbritannien veröffentlicht; in den USA wurde er nicht als Single veröffentlicht. 2019 wurde er von der BPI mit Silber zertifiziert.
Das Lied wurde vielfach gecovert und 2004 auf Platz 59 der Rolling Stone-Liste der 500 Greatest Songs of All Time gewählt.

## Liedtext

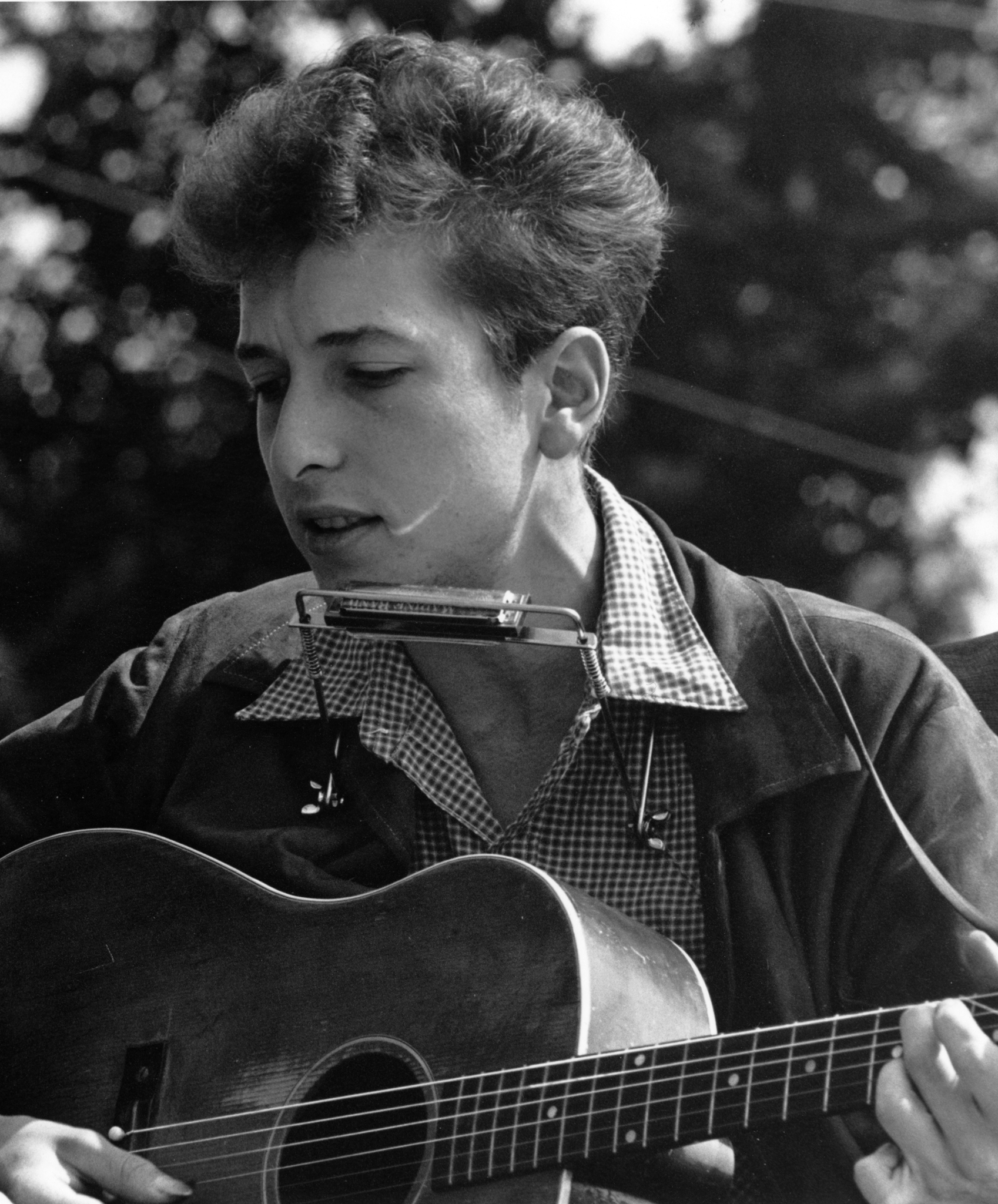
Bob Dylan (1964)

Im Herbst 1963 nahm Dylan eine Demoversion auf, die 1991 auf The Bootleg Series Vol. 1–3 veröffentlicht wurde. Das Lied wurde am 23. und 24. Oktober in den Columbia-Studios in New York aufgenommen. Das "a-" im Songtitel ist eine archaische, verstärkende Vorsilbe, die sich beispielsweise in dem britischen Song "Here We Come a-Wassailing" von 1850 findet.
Dylan erinnerte sich, dass er den Song als bewussten Versuch schrieb, eine Hymne des Wandels zu schaffen. 1985 sagte er zu Cameron Crowe: „Dies war definitiv ein Lied mit einer Absicht. Es war natürlich von den irischen und schottischen Balladen beeinflusst... Ich wollte einen großen Song schreiben, mit kurzen, prägnanten Strophen, die sich auf hypnotische Weise aneinanderreihen. Die Bürgerrechtsbewegung und die Folk-Musik-Bewegung standen sich eine Zeit lang ziemlich nahe und verbündeten sich zu dieser Zeit.“

## Rezeption
Der Kritiker Michael Gray nannte es "das archetypische Protestlied". Gray kommentierte: "Dylans Ziel war es, auf den unausgesprochenen Gefühlen eines Massenpublikums zu reiten - diesem unausgesprochenen Gefühl eine Hymne zu geben und dem Aufbegehren ein Ventil zu verschaffen. Das ist ihm gelungen, aber die Sprache des Liedes ist dennoch unpräzise und sehr allgemein gehalten." Gray meinte, dass das Lied durch genau die Veränderungen, die es vorhersagte, veraltet sei und daher politisch nicht mehr aktuell sei, sobald es geschrieben wurde.
Der Literaturkritiker Christopher Ricks vertrat die Ansicht, dass "das Lied über die politischen Probleme der Zeit, in der es geschrieben wurde, hinausgeht". Ricks argumentierte 2003, dass Dylan das Lied immer noch aufführte, und wenn er "Your sons and your daughters / Are beyond your command" sang, "sang er unausweichlich nicht mit dem Akzent eines Sohnes, vielleicht nicht mehr in erster Linie eines Elternteils, sondern mit der Haltung eines Großvaters". Ricks schlussfolgerte: "Einst mag es darum gegangen sein, spießige Leute zu drängen, die Tatsache zu akzeptieren, dass ihre Kinder, Sie wissen schon, Hippies waren. Aber das umfassende Drängen könnte dann bedeuten, dass Ex-Hippie-Eltern besser akzeptieren sollten, dass ihre Kinder aussehen, als würden sie Yuppies werden. Und dann Republikaner..."
Der Kritiker Andy Gill weist darauf hin, dass der Liedtext an Zeilen aus dem Buch Kohelet erinnert, die Pete Seeger in seiner Hymne Turn, Turn, Turn! adaptiert hat. Die abschließende Zeile über die Ersten, die später die Letzten sein werden, ist ebenfalls ein direkter Verweis auf Markus 10:31: „Aber viele, die die Ersten sind, werden die Letzten sein, und die Letzten die Ersten.“
Weniger als einen Monat nachdem Dylan das Lied aufgenommen hatte, wurde Präsident John F. Kennedy am 22. November 1963 in Dallas ermordet. Am nächsten Abend eröffnete Dylan ein Konzert mit The Times They Are a-Changin’; dem Biographen Anthony Scaduto sagte er: "Ich dachte: 'Wow, wie kann ich mit diesem Song eröffnen? Ich werde mit Steinen beworfen werden.' Aber ich musste es singen, mein ganzes Konzert nahm von da an Fahrt auf. Ich weiß, dass ich von nichts eine Ahnung hatte. Irgendetwas war in dem Land gerade aus dem Ruder gelaufen und sie applaudierten dem Lied. Und ich konnte nicht verstehen, warum sie klatschten oder warum ich das Lied geschrieben hatte. Ich konnte gar nichts verstehen. Für mich war es einfach verrückt."

## Kommerzieller Erfolg

### Chartplatzierungen
| ChartsChartplatzierungen     | Höchstplatzierung | Wochen |
| ---------------------------- | ----------------- | ------ |
| Vereinigtes Königreich (OCC) | 9 (11 Wo.)        | 11     |

### Auszeichnungen für Musikverkäufe
| Land/Region                  | Auszeichnungen für Musikverkäufe (Land/Region, Auszeichnung, Verkäufe) | Verkäufe |
| ---------------------------- | ---------------------------------------------------------------------- | -------- |
| Vereinigtes Königreich (BPI) | Gold                                                                   | 400.000  |
| Insgesamt                    | 1× Gold ·                                                              | 400.000  |

Hauptartikel: Bob Dylan/Auszeichnungen für Musikverkäufe

## Coverversionen
Das Lied wurde von vielen verschiedenen Künstlern gecovert, darunter Nina Simone, Josephine Baker, The Byrds, The Seekers, Peter, Paul und Mary, Tracy Chapman, Simon & Garfunkel, Runrig, The Beach Boys, Joan Baez, Phil Collins, Billy Joel, Bruce Springsteen, Me First and the Gimme Gimmes, Brandi Carlile und Burl Ives.